# Zweigen Kanazawa
Lo Zweigen Kanazawa (ツエーゲン金沢?, Tsuēgen Kanazawa) è una società calcistica giapponese di Kanazawa, capoluogo della prefettura di Ishikawa. Dalla stagione 2024 milita nella J3 League.

## Storia
Il club fu fondato nel 1956 col nome di Kanazawa Soccer Club, adottando la sua attuale denominazione (derivante dal termine tedesco zwei, ossia "due") nel 2004.
Il 19 dicembre 2009 furono promossi in Japan Football League dopo essersi classificati al 3º posto nell'All Japan Regional Football Promotion League Series ed aver sconfitto il FC Kariya nei playoff di promozione/retrocessione con un risultato complessivo di 2-1.
Il 15 dicembre 2010 venne creata una società di gestione, la Zweigen, Inc., per poter ottenere lo status di membro associato della J. League, effettuandone la richiesta ufficiale il 7 gennaio 2011.
Nel 2014 lo Zweigen Kanazawa è stato ammesso d'ufficio in J3 League, vincendone la stagione inaugurale il 16 novembre dello stesso anno; avendo acquisito anche la licenza per poter disputare la J. League Division 2, la squadra è stata promossa nel campionato cadetto giapponese per la stagione 2015.

## Palmarès

### Competizioni nazionali
- J3 League: 1

2014

## Organico

### Rosa 2023
Rosa e numerazione aggiornate al 31 maggio 2023.
| N. |                     | Ruolo | Calciatore         |
| -- | ------------------- | ----- | ------------------ |
| 1  | Giappone (bandiera) | P     | Yūto Shirai        |
| 2  | Giappone (bandiera) | D     | Yūto Nagamine      |
| 3  | Giappone (bandiera) | D     | Kengo Kuroki       |
| 4  | Giappone (bandiera) | D     | Ryōta Inoue        |
| 5  | Giappone (bandiera) | D     | Fūga Sakurai       |
| 7  | Giappone (bandiera) | C     | Jun'ya Katō        |
| 8  | Giappone (bandiera) | C     | Keita Fujimura     |
| 9  | Giappone (bandiera) | A     | Masamichi Hayashi  |
| 10 | Giappone (bandiera) | C     | Shintarō Shimada   |
| 11 | Giappone (bandiera) | A     | Kyōhei Sugiura     |
| 13 | Giappone (bandiera) | A     | Ryūhei Ōishi       |
| 14 | Giappone (bandiera) | D     | Takayoshi Ishihara |
| 15 | Giappone (bandiera) | C     | Kōya Okuda         |
| 16 | Giappone (bandiera) | D     | Shun'ya Mōri       |

| N. |                          | Ruolo | Calciatore       |
| -- | ------------------------ | ----- | ---------------- |
| 17 | Giappone (bandiera)      | C     | Yūki Kajiura     |
| 18 | Giappone (bandiera)      | C     | Kazuya Onohara   |
| 19 | Giappone (bandiera)      | A     | Yōhei Toyoda     |
| 21 | Giappone (bandiera)      | P     | Kojirō Nakano    |
| 22 | Giappone (bandiera)      | C     | Shōgo Rikiyasu   |
| 23 | Corea del Sud (bandiera) | D     | Park Jun-seo     |
| 25 | Giappone (bandiera)      | D     | Masaya Kojima    |
| 27 | Brasile (bandiera)       | D     | Léo Bahia        |
| 30 | Giappone (bandiera)      | A     | Hayato Ōtani     |
| 34 | Giappone (bandiera)      | D     | Rai Namimoto     |
| 35 | Corea del Sud (bandiera) | D     | Taiga Son        |
| 36 | Giappone (bandiera)      | P     | Motoaki Miura    |
| 39 | Giappone (bandiera)      | D     | Honoya Shōji     |
| 95 | Brasile (bandiera)       | A     | Jefferson Baiano |